# محمد شبعة
محمد شبعة (1935 - 2013) فنان تشكيلي مغربي، من رواد الفن التشكيلي في المغرب المعاصر وحركة الحداثية في الجنوب العالمي، نهجه الفني متعدد التخصصات، وقد جسد الصحوة الثقافية في المغرب خلال فترة ما بعد الاستقلال من الحماية الفرنسية.

## حياته
ازداد محمد شبعة في 7 ماي 1935 بطنجة وتوفي في 24 يوليوز 2013 بالدار البيضاء.
كرس حياته للفن التشكيلي مند بداياته الأولى كطالب بالمدرسة العليا للفنون الجميلة بتطوان سنة 1955، وعودته لها كمدير ما بين 1994 و1998، بعد أن درس الفنون بروما لأن تميزه خول له الاستفادة من منحة لمتابعة التكوين بأكاديمية الفنون الجميلة بالعاصمة الإيطالية. في أواخر الخمسينات، عاد للمغرب حاملا مشروعا جماليا شموليا. انضم إلى اتحاد كتاب المغرب سنة 1968.
تم الاحتفاء سنة 2018 بتجربة الفنان التشكيلي الراحل محمد شبعة بفضاء التعبيرات التابع لصندوق الإيداع والتدبير بالرباط عبر تنظيم معرض استيعادي، وذلك خلال الفترة ما بين 8 فبراير و24 مارس.

## أعماله الفنية ومنجزه الفني
من رواد الفن الحديث بالمغرب، بالإضافة للمليحي وبلكاهية فقد شكلت مجموعة الدار البيضاء منذ الستينات من القرن العشرين ثورة فنية انطلاقا من مدرسة الفنون الجميلة بالدار البيضاء التي كان يديرها الفنان بلكاهية، أهم ما تأثر به شبعة إلى جانب زميله محمد المليحي وبعض عناصر مجموعة الدارالبيضاء هو اتجاه الباوهاوس.
أسس الائتلاف الفني بإيعاز من عبد اللطيف اللعبي الذي لعب دورا خفيا في خروج الفن للشارع حيث سهر على انجاز أول معرض في الفضاء العام سنة 1968 أولا في ساحة جامع الفنا بمراكش وثانيا في ساحة 11 نونبر بالدار البيضاء. يعد أول من دعا إلى دمج الفن في الفضاء الحضري للوصول إلى أكبر عدد من المتتبعين والمهتمين.
منجزه الفني متعدد المشارب ومتعدد الجوانب. ليس أسلوبا تصويريا واحدا، ولكن لطالما ميزت العديد من الأساليب أعماله بالتناوب، إيمائيا أو هندسيا أو موسيقيا. قدرته الابداعية تنبع من ثقافته المتعددة. تأثر في بداية أعماله الفنية بفاسيلي كاندينسكي في امكانية الاشتغال على الفن التجريدي.
قال عنه الناقد عبد الرحمن بن الأحمر:
منذ 1965 تحولت لوحاته من ايماءات إلى الفيكوراتيف التجريدي. «لم يكتف الفنان شبعة من خلال مناظرات فنية مع غيره من الفنانين على صفحات مجلة أنفاس التي أسسها عبد اللطيف اللعبي عام 1965 وتأسيسه لجماعة 65 مع المليحي وبلكاهية وغيرهما من الفنانين المغاربة بل أسس لوعي فني مغربي ثوري في الفن كانت نتيجته أن زج به إلى السجن خلال سنوات الرصاص بالمغرب صحبة فنانين، وأدباء من ضمنهم عبد القادر الشاوي وعبد اللطيف اللعبي وغيرهما، معتبرين الفنان محمد شبعة من ضمن الحركة اليسارية المغربية، المحرضة على تغيير ثوابت المملكة المغربية السياسية والاجتماعية والاقتصادية» كان شبعة يمتلك خطابا نقديا مختلفا أهله ليكون هو مُنَظّر المجموعة.
و منذ الثمانينات وهي المرحلة التي بدأ فيها البحث في مضامين فنية أخرى حيث حرر اللوحة الفنية من أسر التقاليد والصناعة التقليدية وجعلها منجزا بصريا مستقلا بذاته بعيد عن التقليد والفولكلور. هيمن التجريد على لوحاته حيث شكل تطورًا ملحوظًا في حياته المهنية مع بعض المراحل الرئيسية مما أدى إلى تحولات وعهد جديد في حياته الإبداعية.

## مؤلفاته
ألف سنة 2001 كتابا مونوغرافيا حول فن «الوعي البصري بالمغرب» نشره اتحاد كتاب المغرب.
- الوعي البصري بالمغرب: كتابات، حوارات، شهادات. اتحاد كتاب المغرب. 2001. ص. 125.

## معارضه
معارض فردية
- 2010 : رواق أتوليي 21، الدار البيضاء
- 2007 : رواق إطار فينيسيا، الدار البيضاء
- 2005 : رواق باب الرواح، الرباط
- 2003 : المركب الثقافي أكدال، الرباط
- 2001 :  Rétrospective بالمسرح الوطني محمد الخامس، الرباط
- 1999 : معارض بروتردام، بريكسيل، و شارلوروا
- 1997-98 : رواق باب الرواح، الرباط
- 1996 : المعهد الفرنسي للمغرب (تطوان، طنجة، الجديدة)
- 1993 : عرض جداريات بمطار شيكاغو و رواق باب الرواح، الرباط
- 1992 : بينالي القاهرة الدولي للفنون
- 1984 : رواق لاتوليي، الرباط و رواق نظر، الدار البيضاء
- 1983 : رواق لاتوليي، الرباط
- 1974 : رواق لاتوليي، الرباط و رواق نظر، الدار البيضاء

معارض جماعية
- 2013 : DConnexions رواق لوفت أرت خمس سنوات من أعمال الفنان مع الرواق: نظرة شاملة حول المنجز الفني.
- 2012 :  "زووم الستينيات" مع الفنانين لمليحي وبلكاهية في لوفت غاليري
- 2012 : الدارالبيضاء، رواق Loft Art تكريم محمد شبعة من خلال كتابه « Zoom sur les années 60 »
- 2004 : منحوتات جماعية بالشركة العامة للأبناك، الدار البيضاء
- 2002 : المركب الثقافي أكدال، الرباط
- 1990 : الملتقى الرابع الاسباني العربي أمونيكار، اسبانيا
- 1988 : نيويورك، مباراة النحت على الجليد 1987 ساو باولوSao Paulo، رواق ميتروبوليتان Métropolitaine 6 فنانين مغاربة
- 1986 : الفن المعاصر بالمغرب، لشبونة
- 1985 : "19  فنان مغربي" متحف الفنون المعاصرة بكرونوبل
- 1981 : رسوم جدارية مستشفى الأمراض العقلية ببرشيد
- 1980 : "أشكال صغيرة من المغرب و من المشرق" رواق لاتوليي، الرباط
- 1980 : "عشر سنوات في المرسم" رواق لاتوليي، الرباط
- 1978 : المتحف الدائم لفلسطين، بيروت
- 1977 : "أشكال صغيرة" رواق لاتوليي، الرباط
- 1976 : البينال العربي الثاني، رواق باب الرواح، الرباط
- 1974 : البينال العربي، بغداد
- 1969 : المهرجان الثقافي الأفريقي، الجزائر
- 1967 : معرض دولي، مونريال
- 1963 روما، بيتوري عربي، المركز الإيطالي العربي Pittori Arabi, Centro italo-arabo
- 1958 واشنطن، الرسامين العرب Arab Painting
- 1957  رسامون

## جوائزه
حصل على وسام الاستحقاق الوطني من درجة ضابط سنة 2008 و على وسام من الجمهورية الإيطالية سنة 1991.